# Danny Rivera
Daniel Rivera (San Juan; 27 de febrero de 1945), más conocido artísticamente como Danny Rivera, es un cantautor y músico puertorriqueño nacionalizado dominicano.

## Vida profesional
Su amor por la música inició desde los 8 años y su primer instrumento fue la batería, ya que desde los 10 años era todo un prodigio en tocar la batería y sigue tocando por el gusto pero también por la promesa que le dedicó a su abuelo antes de morir. 
A medida que su obra fue adquiriendo mayor conciencia social, espiritual e histórica, continuó grabando y haciendo giras internacionales, pero comenzó a sentirse cada vez menos en sincronía con la industria musical latina. A fines de los ochenta, firma contrato con Sony Music y graba el exitoso álbum Amar o morir, como así también Subiendo y bajando, con Gilberto Santa Rosa. Pero los proyectos sociales comenzaban a insumirle cada vez más de su tiempo.
Tan sólo enumerar todas las iniciativas educativas, sociales y de paz a las que Danny ha prestado su apoyo y su energía excedería el espacio del que disponemos aquí. En el verano de 2001 se convirtió en noticia internacional, por pasar treinta días en la prisión federal estadounidense de Guaynabo, Puerto Rico, acusado de desobediencia civil por participar de una manifestación demandando el retiro de la Marina Estadounidense de la isla portorriqueña de Vieques. Ese mismo año, el diario que llevó en la cárcel y los poemas que escribió allí fueron publicados en el libro Enamorado de la paz: diario en la cárcel federal.
Su compromiso con un estilo de canción capaz de expresar no sólo el amor personal, sino también el amor social, lo condujeron naturalmente a Cuba, país que ha visitado a menudo. En 2004, inauguró la Cátedra Internacional de Artes Plásticas y Música de La Habana. En colaboración con la Unión de Escritores y Artistas de Cuba (UNEAC), realizó un documental acerca de los rastros culturales portorriqueños en el este de Cuba, publicado luego como un libro, bajo el título Ecos boricuas en el Oriente de Cuba. En 2008, fue hecho ciudadano de la República Dominicana en reconocimiento por su obra con los “dajaos”, el pueblo del área de Dajabón, que abarca de la frontera que separa a la República Dominicana de Haití.
Cantó “Madrigal”, “Tu pueblo es mi pueblo” y “Amar o morir” frente a 1.150.000 personas en La Habana (casi todas vestidas íntegramente de blanco) en el concierto Paz Sin Fronteras, organizado por Juanes en 2009. El concierto fue visto en todo el hemisferio y Europa por cientos de millones de televidentes y espectadores conectados a Internet, en lo que fue la mayor transmisión de música latinoamericana de la historia.

## Vida con controversia
En 2001, estuvo 30 días preso en una cárcel en Puerto Rico por su postura nacionalista, acusado por violar la disposición que prohíbe la presencia de civiles en el área militarizada de Vieques. Sobre esa experiencia escribió un libro titulado Enamorado de la Paz (Diario en la cárcel federal).
El 13 de marzo de 2008, le fue concedida la nacionalidad dominicana, país donde desarrolla una importante labor cultural, artística y social.
El 20 de septiembre de 2009, Danny Rivera participó al lado de Olga Tañón, Juanes y Miguel Bosé, entre otros consagrados del canto popular, en la segunda representación del evento Paz sin fronteras, celebrado en la Plaza de la Revolución de La Habana, Cuba, con una multitud de un millón ciento cincuenta mil espectadores, según apreciaciones de Miguel Bosé.

## Discografía
- Mi Hijo (1972)
- Danny Rivera En Concierto (1974)
- Canciones de Amor (1975)
- Danny Rivera, Alborada (1976)
- Para Toda la Vida (1977)
- Danny Rivera (1977)
- La Tierra Mia..! (1977)
- Muy Amigos (1977)
- Serenata (1979)
- Danny Rivera (1980)
- Gitano (1981)
- 15 Grandes Éxitos (1982)
- Por Amar Se Da Todo (1983)
- Así Cantaba Cheito González (1984)
- Controversia (1985)
- Así Cantaba Cheito González, Vol. 2 (1985)
- Inolvidable Tito, A Mi Me Pasa lo Mismo Que A Usted (1985)
- Ofrenda (1986)
- Amar o Morir (1987)
- Mi Canción Es Paz (1987)
- El Día Que Me Quieras (1988)
- Los Niños Jesús Del Mundo (1988)
- 15 Éxitos (1990)
- Canto a la Humanidad (1990)
- Canciones De Amor (1990)
- Mosaico Vol. 1 (1990)
- 20 Éxitos (1991)
- Mosaico Vol. 2 (1991)
- Tiempo Al Tiempo (1992)
- Cada Vez Otra Vez (1992)
- Daniel (1993)
- Muchachito (1993)
- No Hay Distancia (1993)
- Danza Para Mi Pueblo (1993)
- 16 Canciones de Amor (1993)
- Como Si El Amor No Importara (1993)
- En La Intimidad Con Guitarras (1993)
- Brillantes (1994)
- Caras Del Amor (1994)
- Serie Platino (1994)
- Hágase La Luz (1995)
- Éxitos (1996)
- Oro Romántico: 20 Grandes Éxitos (1996)
- Borinquen Vive (1997)
- Regalo De Amor y Paz (1999)
- En Vivo Desde El Carnegie Hall  (1999)
- Latin Stars Series (2000)
- Enamorado de la Paz (2002)
- Quiere Nacer (2005)
- Mi Tierra Me Llama (2007)
- Corazón Jíbaro (2008)
- Viva Nuestra
- Que Tiene El (1999)
- Tradición (2009)
- Renace en Navidad (2011)
- 20 Éxitos Navideños (2011)
- Romanza (2013)